# رستم جمالي
مير رستم جمالي (1963-2009) كان وزير الضرائب في بلوشستان، وقد اغتيل في أغسطس 2009.

## سيرته
ولد في قرية بخرا بالقرب من أوستا محمد في بلوشستان، وهو ابن مير يار محمد جمالي من قبيلة جمالي، وأنهى تعليمه المبكر في بلوشستان. ثم ذهب إلى كليته في لاهور، وتخرج من جامعة بلوشستان، وكان التالي في صف الزعامة لقبيلة جمالي، وله روابط سابقة مع رئيس وزراء باكستان مير ظفر الله خان جمالي، ورئيس مجلس الشيوخ الباكستاني جان محمد جمالي، ورئيس وزراء بلوشستان السابق تاج محمد جمالي، وفي عام 2009 ذهب إلى كراتشي في زيارة غير رسمية، ثم في 6 أغسطس 2009 اغتيل في في كراتشي، حيث أُطلق النار عليه ثلاث مرات، وأصيب في رقبته وفكه، ودفن في روجان جمالي.